# (4083) Jody
(4083) Jody (1985 CV) – planetoida z pasa głównego asteroid okrążająca Słońce w ciągu 4,19 lat w średniej odległości 2,6 j.a. Odkryta 12 lutego 1985 roku.